# حكم (مسرحية)
الحكم هي مسرحية صدرت عام 1958 للكاتبة البريطانية أجاثا كريستي. وهي تبرز بين أعمال كريستي بعدة طرق: أولاً، إنها مسرحية أصلية، وليست مقتبسة من قصة أو رواية؛ ثانيًا، على الرغم من أنها تنطوي على جريمة قتل، إلا أنها تختلف عن الشكل الغامض النموذجي لـ "الجريمة"، وتميل أكثر نحو الميلودراما. تحدث جريمة القتل بالفعل على خشبة المسرح، مما يضيف ديناميكية فريدة لسرد القصة.
أنتجت المسرحية في البداية بواسطة بيتر سوندرز وإخراج تشارلز هيكمان، مع تصميم جوان جيفرسون فارجيون للديكور. عُرضت المسرحية لأول مرة في المسرح الكبير في ولفرهامبتون في 25 فبراير 1958، قبل أن تنتقل إلى مسرح ستراند في لندن في 22 مايو 1958. واستمرت في 250 عرضًا. في عام 1987، عرضت  المسرحية على مسرح Arena Players الرئيسي في إيست فارمنجديل، نيويورك، وفي مايو 2009 عرضت لأول مرة مع طاقم عمل دولي في لوكسمبورغ.

## الطاقم
- جورج روبيك بدور يستر كول
- غريتشن فرانكلين بدور السيدة روبر
- باتريشيا جيسيل بدور ليزا كوليتزكي
- جيرارد هاينز بدور البروفيسور كارل هيندرايك
- ديريك أولدهام بدور الدكتور ستونر
- فيولا كيتس بدور أنيا هيندرايك
- مويرا ريدموند بدور هيلين رولاندر
- نورمان كلاريدج بدور السير وليام رولاندر
- مايكل جولدن بدور المفتش أوجدن
- جيرالد سيم بدور العريف الشرطي بيرس